# Stenophloeus ocularis
Stenophloeus ocularis är en skalbaggsart som först beskrevs av Hintz 1910.  Stenophloeus ocularis ingår i släktet Stenophloeus och familjen långhorningar.
Artens utbredningsområde är:
- Moçambique.
- Zimbabwe.

Inga underarter finns listade i Catalogue of Life.